# Fanif
Fanif è una municipalità sull'isola di Yap, del distretto omonimo di Yap, dello Stato di Yap, uno degli Stati Federati di Micronesia. 
Ha una superficie di 11 km² e 599 abitanti (Census 2008).